# Кубок Футбольної ліги 2012—2013
Кубок Футбольної ліги 2012–2013 — 53-й розіграш Кубка Футбольної ліги. Турнір також відомий як Кубок Carling, в честь головного спонсора турніру, канадської пивоварної компанії Carling. Змагання проводиться за системою «плей-оф» серед 92 найкращих клубів Англії та Уельсу.

## Перший раунд
Жеребкування першого раунду відбулось 14 червня 2012 року.
| Дата           | Господарі               | Рахунок        | Гості                    |
| -------------- | ----------------------- | -------------- | ------------------------ |
| 11 серпня 2012 | Рочдейл                 | 3:4 (д. ч.)    | Барнслі                  |
| 11 серпня 2012 | Ноттс Каунті            | 0:1 (д. ч.)    | Бредфорд Сіті            |
| 11 серпня 2012 | Галл Сіті               | 1:1 (пен. 7:6) | Ротергем Юнайтед         |
| 11 серпня 2012 | Карлайл Юнайтед         | 1:0            | Аккрінгтон Стенлі        |
| 11 серпня 2012 | Донкастер Роверз        | 1:1 (пен 4:2)  | Йорк Сіті                |
| 11 серпня 2012 | Кру Александра          | 5:0            | Гартлпул Юнайтед         |
| 11 серпня 2012 | Бері                    | 1:2            | Мідлсбро                 |
| 11 серпня 2012 | Шеффілд Юнайтед         | 2:2 (пен. 4:5) | Бертон Альбіон           |
| 11 серпня 2012 | Лідс Юнайтед            | 4:0            | Шрусбері Таун            |
| 11 серпня 2012 | Челтнем Таун            | 1:1 (пен. 3:5) | Мілтон Кінс Донс         |
| 11 серпня 2012 | Вулвергемптон Вондерерз | 1:1 (пен. 7:6) | Олдершот Таун            |
| 11 серпня 2012 | Волсол                  | 1:0            | Брентфорд                |
| 11 серпня 2012 | Вотфорд                 | 1:0 (д. ч.)    | Вікем Вондерерз          |
| 12 серпня 2012 | Блекпул                 | 1:2            | Моркем                   |
| 13 серпня 2012 | Флітфуд Таун            | 0:1            | Ноттінгем Форест         |
| 13 серпня 2012 | Престон Норт-Енд        | 2:0            | Гаддерсфілд Таун         |
| 13 серпня 2012 | Олдгем Атлетік          | 2:4            | Шеффілд Венсдей          |
| 14 серпня 2012 | Дербі Каунті            | 5:5 (пен. 6:7) | Сканторп Юнайтед         |
| 14 серпня 2012 | Порт Вейл               | 1:2            | Бернлі                   |
| 14 серпня 2012 | Честерфілд              | 1:2 (д. ч.)    | Транмер Роверз           |
| 14 серпня 2012 | Іпсвіч Таун             | 3:1            | Брістоль Роверз          |
| 14 серпня 2012 | Стівенідж               | 3:1            | Вімблдон                 |
| 14 серпня 2012 | Ексетер Сіті            | 1:2            | Крістал Пелес            |
| 14 серпня 2012 | Брістоль Сіті           | 1:2            | Джиллінгем               |
| 14 серпня 2012 | Нортгемптон Таун        | 2:1            | Кардіфф Сіті             |
| 14 серпня 2012 | Плімут Аргайл           | 3:0            | Портсмут                 |
| 14 серпня 2012 | Міллволл                | 2:2 (пен. 1:4) | Кроулі Таун              |
| 14 серпня 2012 | Торкі Юнайтед           | 0:4            | Лестер Сіті              |
| 14 серпня 2012 | Дагенем енд Редбрідж    | 0:1            | Ковентрі Сіті            |
| 14 серпня 2012 | Пітерборо Юнайтед       | 4:0            | Саутенд Юнайтед          |
| 14 серпня 2012 | Свіндон Таун            | 3:0            | Брайтон енд Гоув Альбіон |
| 14 серпня 2012 | Чарльтон Атлетік        | 1:1 (пен. 3:4) | Лейтон Орієнт            |
| 14 серпня 2012 | Оксфорд Юнайтед         | 0:0 (пен. 5:3) | Борнмут                  |

## Другий раунд
| Дата           | Господарі        | Рахунок        | Гості                   |
| -------------- | ---------------- | -------------- | ----------------------- |
| 28 серпня 2012 | Престон Норт-Енд | 4:1            | Крістал Пелес           |
| 28 серпня 2012 | Вотфорд          | 1:2            | Бредфорд Сіті           |
| 28 серпня 2012 | Свонсі Сіті      | 3:1            | Барнслі                 |
| 28 серпня 2012 | Йовіл Таун       | 2:4            | Вест-Бромвіч Альбіон    |
| 28 серпня 2012 | Ковентрі Сіті    | 3:2 (д. ч.)    | Бірмінгем Сіті          |
| 28 серпня 2012 | Вест Гем Юнайтед | 2:0            | Кру Александра          |
| 28 серпня 2012 | Донкастер Роверз | 3:2            | Галл Сіті               |
| 28 серпня 2012 | Карлайл Юнайтед  | 2:1 (д. ч.)    | Іпсвіч Таун             |
| 28 серпня 2012 | Редінг           | 3:2            | Пітерборо Юнайтед       |
| 28 серпня 2012 | Шеффілд Венсдей  | 1:0            | Фулгем                  |
| 28 серпня 2012 | Лестер Сіті      | 2:4            | Бертон Альбіон          |
| 28 серпня 2012 | Бернлі           | 1:1 (пен. 3:2) | Плімут Аргайл           |
| 28 серпня 2012 | Стівенідж        | 1:4            | Саутгемптон             |
| 28 серпня 2012 | Ноттінгем Форест | 1:4            | Віган Атлетік           |
| 28 серпня 2012 | Сток Сіті        | 3:4 (д. ч.)    | Свіндон Таун            |
| 28 серпня 2012 | Астон Вілла      | 3:0            | Транмер Роверз          |
| 28 серпня 2012 | Кроулі Таун      | 2:1            | Болтон Вондерерз        |
| 28 серпня 2012 | Джиллінгем       | 2:0            | Мідлсбро                |
| 28 серпня 2012 | Мілтон Кінс Донс | 2:1            | Блекберн Роверз         |
| 28 серпня 2012 | Лідс Юнайтед     | 3:0            | Оксфорд Юнайтед         |
| 28 серпня 2012 | Сандерленд       | 2:0            | Моркем                  |
| 28 серпня 2012 | Норвіч Сіті      | 2:1            | Сканторп Юнайтед        |
| 29 серпня 2012 | Евертон          | 5:0            | Лейтон Орієнт           |
| 30 серпня 2012 | Нортгемптон Таун | 1:3            | Вулвергемптон Вондерерз |

## Третій раунд
| Дата            | Господарі            | Рахунок     | Гості                   |
| --------------- | -------------------- | ----------- | ----------------------- |
| 25 вересня 2012 | Свіндон Таун         | 3:1         | Бернлі                  |
| 25 вересня 2012 | Вест Гем Юнайтед     | 1:4         | Віган Атлетік           |
| 25 вересня 2012 | Лідс Юнайтед         | 2:1         | Евертон                 |
| 25 вересня 2012 | Престон Норт-Енд     | 1:3         | Мідлсбро                |
| 25 вересня 2012 | Саутгемптон          | 2:0         | Шеффілд Венсдей         |
| 25 вересня 2012 | Челсі                | 6:0         | Вулвергемптон Вондерерз |
| 25 вересня 2012 | Кроулі Таун          | 2:3         | Свонсі Сіті             |
| 25 вересня 2012 | Бредфорд Сіті        | 3:2 (д. ч.) | Бертон Альбіон          |
| 25 вересня 2012 | Манчестер Сіті       | 2:4 (д. ч.) | Астон Вілла             |
| 25 вересня 2012 | Мілтон Кінс Донс     | 0:2         | Сандерленд              |
| 26 вересня 2012 | Манчестер Юнайтед    | 2:1         | Ньюкасл Юнайтед         |
| 26 вересня 2012 | Квінз Парк Рейнджерс | 2:3         | Редінг                  |
| 26 вересня 2012 | Норвіч Сіті          | 1:0         | Донкастер Роверз        |
| 26 вересня 2012 | Вест-Бромвіч Альбіон | 1:2         | Ліверпуль               |
| 26 вересня 2012 | Арсенал              | 6:1         | Ковентрі Сіті           |
| 26 вересня 2012 | Карлайл Юнайтед      | 0:3         | Тоттенгем Готспур       |

## Четвертий раунд
| Дата           | Господарі     | Рахунок        | Гості             |
| -------------- | ------------- | -------------- | ----------------- |
| 30 жовтня 2012 | Свіндон Таун  | 2:3            | Астон Вілла       |
| 30 жовтня 2012 | Віган Атлетік | 0:0 (пен. 2:4) | Бредфорд Сіті     |
| 30 жовтня 2012 | Лідс Юнайтед  | 3:0            | Саутгемптон       |
| 30 жовтня 2012 | Редінг        | 5:7 (д. ч.)    | Арсенал           |
| 30 жовтня 2012 | Сандерленд    | 0:1            | Мідлсбро          |
| 31 жовтня 2012 | Челсі         | 5:4 (д. ч.)    | Манчестер Юнайтед |
| 31 жовтня 2012 | Норвіч Сіті   | 2:1            | Тоттенгем Готспур |
| 31 жовтня 2012 | Ліверпуль     | 1:3            | Свонсі Сіті       |

## Чвертьфінали
| Дата           | Господарі     | Рахунок        | Гості       |
| -------------- | ------------- | -------------- | ----------- |
| 11 грудня 2012 | Норвіч Сіті   | 1:4            | Астон Вілла |
| 11 грудня 2012 | Бредфорд Сіті | 1:1 (пен. 3:2) | Арсенал     |
| 12 грудня 2012 | Свонсі Сіті   | 1:0            | Мідлсбро    |
| 19 грудня 2012 | Лідс Юнайтед  | 1:5            | Челсі       |

## Півфінали

### Перші матчі
| Дата         | Господарі     | Рахунок | Гості       | Глядачі |
| ------------ | ------------- | ------- | ----------- | ------- |
| 8 січня 2013 | Бредфорд Сіті | 3:1     | Астон Вілла | 22 245  |
| 9 січня 2013 | Челсі         | 0:2     | Свонсі Сіті | 40 172  |

### Другі матчі
| Дата          | Господарі   | Рахунок                   | Гості         | Глядачі |
| ------------- | ----------- | ------------------------- | ------------- | ------- |
| 22 січня 2013 | Астон Вілла | 2:1 (3:4 за сумою матчів) | Бредфорд Сіті | 40 193  |
| 23 січня 2013 | Свонсі Сіті | 0:0 (2:0 за сумою матчів) | Челсі         | 19 506  |

## Фінал
| 24 лютого 2013 16:00 |

| Бредфорд Сіті | 0 – 5 | Свонсі Сіті                                        |
| ------------- | ----- | -------------------------------------------------- |
|               |       | Даєр 16', 48' Мічу 40' де Гузман 59' (пен.), 90+1' |

| Вемблі, Лондон Глядачів: 82 597 Арбітр: Кевін Френд |

| Переможець Кубка Футбольної Ліги 2013 |
| ------------------------------------- |
|                                       |
| Свонсі Сіті 1-й раз                   |